# Jan Kerel
Jan Kerel (11. března 1944 Fes – 6. dubna 2022 Praha) byl český architekt a urbanista. V letech 1958 až 1962 absolvoval SUPŠ v Hořicích.
Rok pracoval jako kameník v kamenolomu Ruprechtice u Liberce. V letech 1963 až 1969 studoval na
Uměleckoprůmyslové škole u Adolfa Benše. V roce 1991 spoluzaložil se Zdeňkem Hölzelem a Irenou Hölzelovou atelier AHK Architekti. Zde pracoval do roku 2009. Od roku 2010 působil jako pedagog, své znalosti předával studentům oboru Architektura a stavitelství na Fakultě stavební ČVUT v Praze.

## Odborná a profesní činnost
- 1971–1972 Architektonické družstvo A 13
- 1972–1977 Projektový ústav ČSVD
- 1977–1989 Pražský projektový ústav
- 1991–2009 Ateliér AHK – Architekti

## Pedagogická činnost
- 2010–2020 pedagog a externí učitel na Katedře architektury Fakulty stavební ČVUT v Praze

## Dílo
Realizace:
- 1972 administrativní budova Progoprojektu, Praha 4, Na Ryšánce (společně s Janem Štípkem),
- 1972 rodinný dům v Praze 5, V Borovičkách
- 1973 návrh administrativní budovy CEVA Na bitevní pláni č.p. 1638/36 (1979 dokončil Jan Štípek)

Projekty a realizace ve spolupráci s Ing. Arch. Hölzelem:
- 1974 Projekt Gobuňko - originální reakce na Archigram
- 1975 prodejna AKVA Praha 2, Náměstí I. P. Pavlova
- 1977–1989 Nový Barrandov
- realizace v Projektovém ateliéru AHK:
- 1993 rekonstrukce a dostavba Bergrova domu v Praze 1, Vodičkova
- 1993 rekonstrukce školy Praha 1, Mikulandská
- 1993 rekonstrukce a dostavba hotelu Maximilián v Praze 1, Haštalské náměstí
- 1996 Palác Myslbek v Praze 1, Na Příkopě
- 1995–1997 rekonstrukce a dostavba Paláce Teta, Praha 1, Jungmannova
- 1998 bytový dům Praha 12, Semická ulice
- 1999 integrovaný dům, Praha 5, Högerova
- 1999 bytový dům, Praha 5, Pod Hybšmankou
- 2001 bytový areál Cibulka, Praha
- 2001 budova České pojišťovny na Pankráci
- 2001 obytný dům Panorama, Barrandov, Trnkovo nám.
- 2002 sídlo ateliéru AHK, Praha 5, Pod Radnici
- 2002 Pomník obětem komunismu (Petřín)
- 2002 Hotel Mercure, Praha 1, Na Poříčí
- 2002 Hotel Ibis, Smíchov
- 2003 rezidenční čtvrť Hvězdárna, Velká Chuchle
- 2004 rezidenční čtvrť BOTANICA
- 2005 bytový dům KASKÁDY III, Barrandov
- 2005 Západní Město Praha-Stodůlky
- 2006 administrativní budova Gate, Smíchov
- 2007 Palác Křižík, Smíchov
- 2009 Západní Město – domy B, náměstí Junkových

Projekty
- 1991 hotel Semiramis, Karlovy Vary
- 1996 Ocelové prostorové jednotky
- 1987–1989 projekt Čs. Velvyslanectví, Vietnam, Hanoj
- 1988 Vítězná soutěž na Palác Myslbek
- 1989 Ubytovna Kepler pro MZV
- 1999 bydlení Kavčí Hory
- 2001 rezidenční čtvrť Vidoule
- 2003 bydlení, Bašť u Prahy

## Ocenění
- 1988 1. cena (první) soutěž na proluku Myslbek pro ČSOB, Praha 1, Na Příkopě
- 1992 1. cena (druhá) soutěž na proluku Myslbek, Palác, Praha 1, Na Příkopě
- 2000 1. cena soutěž na Pomník obětem komunismu (Petřín), Praha, Na Újezdě
- 2018 cena Jože Plečnika